# Toxorhina atritarsis
Toxorhina atritarsis är en tvåvingeart som beskrevs av Alexander 1943. Toxorhina atritarsis ingår i släktet Toxorhina och familjen småharkrankar.
Artens utbredningsområde är Ecuador. Inga underarter finns listade i Catalogue of Life.